# Surorile Mirabal

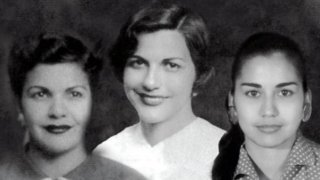
Surorile Mirabal

Surorile Mirabal (Patria, Minerva și Maria Teresa Mirabal) au fost trei surori din Republica Dominicană , care s-au opus cu ardoare dictaturii lui Rafael Leónidas Trujillo. Cele trei au murit pe 25 noiembrie 1960. O a patra soră, belgiana Adela "Dedé" Mirabal, nu a avut un rol activ în activitățile împotriva dictatorului. Sora mai mare, Patria, nu a avut niciun rol în activitate politică dusă de celelalte surori, dar o sprijinea; chiar își împrumuta casa pentru a ascunde armele insurgenților.

### Primii ani de studii și activism antitrujillio
Surorile Mirabal au crescut într-o gospodărie rurală din cartierul Ojo de Agua a municipiului Salcedo. Tatăl lor, Enrique Mirabal, a fost un om de afaceri de succes.
Când Trujillo a venit la putere, familia lor a pierdut aproape toată averea. Surorile Mirabal credeau că Trujillo va duce țara în haos și au devenit, astfel, parte a unui grup de opoziție față de regim, cunoscut sub numele de Gruparea politica 14 iunie. În cadrul acestui grup erau cunoscute sub numele de Las Mariposas (Fluturii).
Două dintre surori, Minerva și Maria Tereza au fost închise, violate și torturate în mai multe rânduri, una dintre ele a fost în închisoarea La Victoria. Ele și soții lor au fost supuse la cumplite torturi în timpul regimului Trujillo. În ciuda acestor situații, au continuat lupta lor de doborâre a dictaturii. După mai multe arestări, Trujillo a decis să termine cu surorile.

### Planul criminal al lui Trujillo, ambuscada și, ulterior, uciderea
Pe 18 mai 1960, surorile Minerva și Maria Teresa au fost judecate în Santo Domingo, împreună cu soții lor, și condamnate pentru subminarea securității statului dominican la trei ani de închisoare, dar nu vor rezista mult timp acolo. 

În 16 octombrie 1960, șeful Poliției Naționale Ciriaco de La Rosa a venit la cazarma de la SIM (Serviciul de informații) din Santiago pentru a forma un escadron care să efectueze asasinarea surorilor după ce acestea își vor fi vizitat soții încarcerați. La 18 octombrie escadra a revenit fără îndeplinirea ordinului, pe motiv că surorile Mirabal au călătorit cu copiii, pe 22 noiembrie, s-a întors din nou din aceleași cauze, dar pe 25 noiembrie a fost posibil să se verifice că, în această vizită nu au fost cu copiii, ci doar cu un șofer (Rufino de la Cruz) și cealaltă soră (Patria); s-a decis executarea planului macabru. După ce s-au despărțit de soții lor, în curtea interioară a închisorii, cele trei femei și șoferul au plecat în direcția Salcedo.

Au fost opriți și siliți de patru bărbați să urce într-o mașină de măturat străzile pe când intrau pe un pod  din Puerto Plata. 

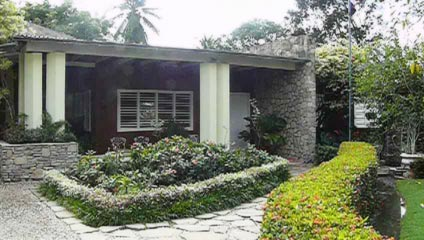
Casa în care au locuit Surorile Mirabal ultimele 10 luni din viața lor.

Cele două vehicule au intrat în curtea unei case. Surorile și conducătorul auto au fost luate cu forța în interiorul casei unde au fost uciși cu bestialitate, după care s-a simulat un accident în trafic.
Sergentul de la Rosa, cel care a condus asasinatul, a mers în camera unde aștepta superiorul său, căpitanul Peña Rivera și i-a zis: "Señor, misión cumplida".

### Impactul
Moartea surorilor Mirabal a avut un mare impact în Republica Dominicană. Această reacție a contribuit la trezirea conștiinței publice, și în cele din urmă a culminat cu asasinarea dictatorului pe 30 mai 1961.

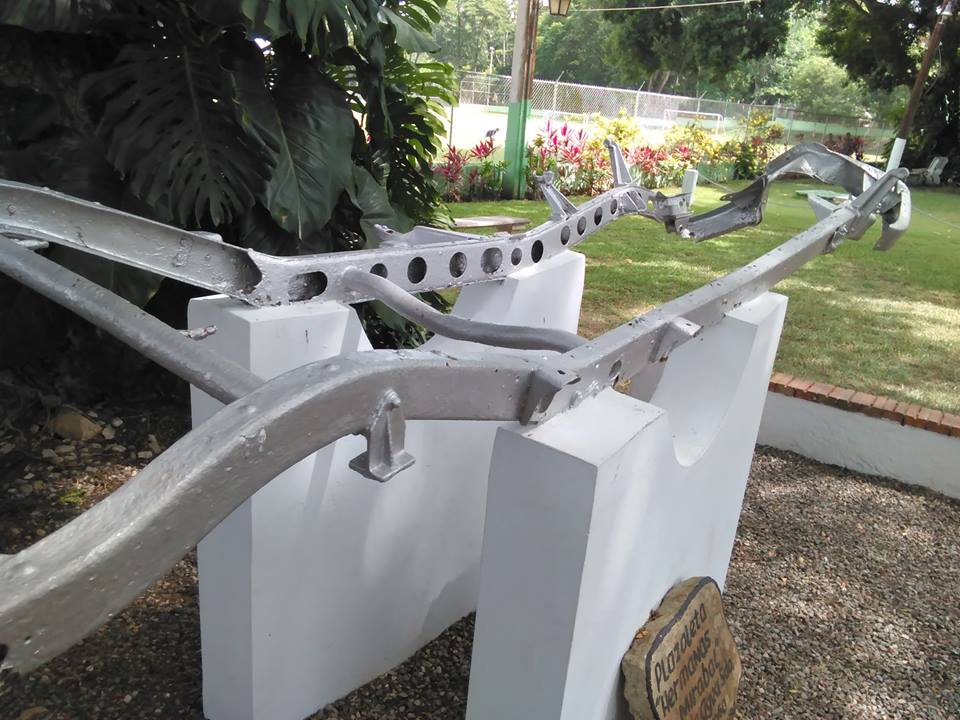
Șasiul jeepului în care au călătorit Surorile Mirabal, împreună cu șoferul Rufino de la Cruz în Ojo de Agua, Salcedo.

- În cinstea acestor femei curajoase, în fiecare 25 noiembrie sărbătorim Ziua Internațională a Non-Violenței Împotriva Femeilor. Acest lucru a fost stabilit la Prima Întâlnire Feministă  pentru America Latină și Caraibe care a avut loc în Bogotá, Columbia, în anul 1981.
- În Ojo de Agua, Salcedo sunt conservate, hainele, bunurile și camerele lor, cum au fost în momentul morții lor. Ferma a devenit muzeu. Nu departe de acel loc a trăit singura soră Mirabal care nu a fost ucisă: Dedé.
- Scriitoarea americană de origine dominicană Julia Alvarez a scris un roman bazat povestea Surorilor Mirabal, cu titlul În vremea fluturilor (In the time of butterflies) după care mai târziu s-a făcut un film de Mariano Barroso.
- Una dintre stațiile de Metrou din Santo Domingo se numește Hermanas Mirabal.